# (6839) Ozenuma
(6839) Ozenuma est un astéroïde de la ceinture principale.

## Description
(6839) Ozenuma est un astéroïde de la ceinture principale. Il fut découvert le 18 novembre 1995 à Oizumi par  Takao Kobayashi. Il présente une orbite caractérisée par un demi-grand axe de 2,87 UA, une excentricité de 0,08 et une inclinaison de 1,0° par rapport à l'écliptique.

## Compléments